# Бостром, Ник
Ник Бостром (англ. Nick Bostrom), также Никлас (Ник) Бустрём (швед. Niklas (Nik) Boström; род. 10 марта 1973, Хельсингборг, Швеция) — шведский философ, профессор Оксфордского университета. Известен своими работами об антропном принципе и о рисках, связанных со сверхразумным искусственным интеллектом. 

## Биография
В 1998 году Бостром вместе с Дэвидом Пирсом выступили основателями Всемирной ассоциации трансгуманистов. Получил степень PhD в Лондонской школе экономики (2000). В 2004 он вместе с Джеймсом Хьюзом основал Институт этики и новых технологий.
В 2005 был назначен директором созданного в Оксфорде Института будущего человечества.
В 2005 году Ник Бостром опубликовал философскую историю «Басня о Драконе-Тиране» в журнале по биоэтике Journal of Medical Ethics. В 2012 году сокращённая версия басни была опубликована в философском журнале Philosophy Now.
Ник Бостром является директором Института будущего человечества, созданного на базе факультета философии Оксфордского университета.
В дополнение к многочисленным статьям для академических и популярных изданий, Бостром часто появляется в медиа, где рассуждает о вопросах, связанных с трансгуманизмом: клонирование, искусственный интеллект, загрузка сознания, крионика, нанотехнологии и гипотеза симуляции.

## Издания
- Бостром Н. Искусственный интеллект. Этапы. Угрозы. Стратегии [= Superintelligence: Paths, Dangers, Strategies, 2014]. — М.: Манн, Иванов и Фербер, 2016. — 446 с. ISBN 978-5-00-057810-0